# 綏佳線
綏佳線（すいかせん、中国語: 绥佳铁路）は中華人民共和国の中国国鉄の鉄道路線。 黒竜江省綏化市とジャムス市を連絡している全長382kmの路線である。

## 接続路線
- 綏化駅：浜北線
- 南岔駅：南烏線
- ジャムス駅：図佳線、佳富線、鶴崗線